# 弗拉基米尔·阿尔希波夫
弗拉基米尔·米哈伊洛维奇·阿尔希波夫（俄語：Владимир Михайлович Архипов，1933年6月1日—2004年10月27日），苏联军事领导人，大将。

## 生平
1933年6月1日生于哈萨克苏维埃社会主义共和国阿克托貝州沙爾卡爾的铁路工人家庭。1949年中学毕业后在阿克托别铁路工作。1952年参军入伍。1955年毕业于塔什干高等坦克指挥学校。1957年加入苏联共产党。历任排长、连长、营长。
1966年毕业于装军兵军事学院。1967年，任苏军驻德集群第155坦克团团长。1970年至1972年，任第56摩托化步兵师副师长。1972年毕业于总参谋部军事学院，任莫斯科军区第4近卫坦克师师长。1974年4月，任敖德萨军区第32军军长。1975年7月，任苏军驻德集群第20集团军司令。1977年2月晋升中将。
1979年4月，任中亚军区参谋长兼第一副司令。1982年12月晋升上将。1983年8月，任外高加索军区司令。1985年7月，任莫斯科军区司令。1988年2月晋升大将。1988年5月，任苏联国防部副部长兼苏联武装力量后勤部部长。1991年12月苏联解体时被免职并退役。
1999年至2004年，担任俄罗斯联邦武装力量后勤部退伍军人委员会主席。2004年10月27日在莫斯科逝世，葬于新圣女公墓。
阿尔希波夫是苏共中央委员（1986年－1990年），第十一届最高苏维埃民族院代表（1984年－1989年）。获十月革命勋章、紅旗勳章、红星勋章、三级在蘇聯武裝力量中為祖國服務勳章各1枚，奖章多枚。